# Isargau
Der Isargau - Bayerische Heimat- und Volkstrachtenvereine e.V. ist ein Dachverband (Gauverband) mit Sitz in München. Im Gauverband sind bayerische Gebirg- und Volkstrachtenvereine angeschlossen. Der derzeitige Gauvorstand ist Wolfgang Gensberger.

## Geschichte
Der Isargau wurde am 14. Dezember 1919 bei einem der ältesten Münchner Trachtenvereine, dem "Almrausch Stamm" im Lehrersaal des "Kolosseums" an der Jahnstraße in München gegründet.
Elf Vereine bildeten den Grundstock des neuen Gaues, der schnell durch weitere Aufnahmen anwuchs. Zwei Weltkriege brachten die Arbeit der Trachtenvereine fast zum Erliegen, aber bei einer konstituierenden Sitzung am 18. August 1946 im Franziskanerkeller in München wurde ein Neuanfang gemacht und der Isargau erlebte einen langsamen aber stetigen Wiederaufbau.
Das Gebiet des Isargaues erstreckt sich im Bereich der näheren und weiteren Umgebung von München und der Isar bis über Landshut hinaus. Dem Gau gehören derzeit 62 Vereine mit rund 8.000 Mitgliedern an, er ist Mitglied des Bayerischen Trachtenverbandes.
Der Gau hat sich zur Aufgabe gemacht, die Miesbacher, Werdenfelser, Berchtesgadener, Jachenauer, Lenggrieser, Ruhpoldinger und Inntaler Gebirgstracht sowie die Dachauer, Dorfener, Markt Schwabener, Wartenberger und die Niederbayerische Volkstracht in ihrer Reinheit zu erhalten und zu fördern. Auch zahlreiche Gesangs- und Volksmusik- sowie Jugendgruppen legen Zeugnis ab vom festen Willen, am guten alten Brauchtum festzuhalten. Einige Vereine haben auch eine feste Laienspielgruppe bzw. führen Theaterstücke zu besonderen Anlässen auf.

## Mitgliedsvereine
Im Isargau sind die folgenden Volks- und Gebirgstrachtenvereine angeschlossen (Verein, Ort):
| - Salzachtaler Stamm, Burghausen - Schlossbergler, Dachau - Ampertaler, Dachau - D´ Stoarösler, Dorfen - Goldachtaler, Eicherloh - Edelweiß Stamm, Erding - Almrausch-Edelweiß Stamm, Freising - D' Würmlust-Stamm, Gauting - Stoabergler, Gelting - D' lustigen Glonntaler, Glonn - Immergrün, Graßlfing - Grünbach - Trachtenverein, Hinterskirchen - D' Autaler, Hohenlinden - Isentaler, Isen - Stamm, Ismaning - Oberilmtaler, Jetzendorf - Seetaler, Kirchseeon - Würmbachtaler, Lohhof | - D' Maisachtaler, Maisach - Neu-Edelweiß Markt, Schwaben - Isartaler, Moosburg - D' Taub'nstoana, München - Fockastoana, München - Raintaler, München - Ruhpoldinger Stamm, München - Stoahaus'n, Kurz, München - Zugspitzler Stamm, München - Lustige Wendlstoana Stamm, München - Mittenwalder Stamm, München - Die schöne Münchnerin - Partnachtaler-Stamm, München - D' Loisachthaler Stamm, München - D' Kranzbergler, München - D' Neubeurer, München - D' Lustinga, Isartaler, München - Berchtesgad'ner Landsleut, München - Almrausch-Stamm, München | - D' Hohenwaldecker-Stamm, München - Brünnstoana Stamm, München - D' Wetterstoana, München - Gmoi, München - Falkenstoaner Stamm, München - Alpenrösl, München-Allach - Almfrieden, München-Aubing - Riadastoana, München-Feldmoching - Trachtenverein, München-Forstenried - Waldfrieden, München-Großhadern - Geigerstoana, München-Laim - Edelweiß Stamm, München-Lerchenau - D' Würmstoaner, München-Lochham - Staffelseer, München-Nord-Ost - D' Würmtaler Stamm, München-Pasing - Schmied-von-Kochel, München-Sendling | - D' Elbachtaler, München-Solln - Birkenstoaner Stamm, Oberschleißheim - Glonntaler, Petershausen - D´, Almarösler, Planegg - D' Hochleitner, Pullach - D' Hachingertaler, Unterhaching - Trachtenverein, Wartenberg - D' Kreuzbergler, Weichs |  |